# Фридрих I (пфальцграф Зиммерна)
Фридрих I из Хунсрюка (19 ноября 1417, Зиммерн — 29 ноября 1480, Зиммерн) — пфальцграф Зиммерна в 1459—1480 годах.

## Жизнь
Фридрих родился в 1417 году в семье Стефана, пфальцграфа Зиммерн-Цвайбрюккена и его жены Анны Фельденцской. В 1444 году его отец разделил свои территории между Фридрихом и его младшим братом Людвигом. 16 августа 1454 года Фридрих женился на Маргарите Гельдернской, дочери герцога Арнольда Эгмонта. Дети:
1. Екатерина (1455—1522)
2. Стефан (1457—1488/9)
3. Вильгельм (род. и ум. 1458)
4. Иоганн I (1459—1509)
5. Фридрих (1460—1518)
6. Рупрехт[англ.] (1461—1507), епископ Регенсбурга
7. Анна (1465—1517)
8. Маргарита (1466—1506)
9. Елена (1467—1555)
10. Вильгельм (1468—1481)

Он умер в Зиммерне в 1480 году и был похоронен в августинском аббатстве Равенгиерсбург.